# NGC 6905
NGC 6905 (również Błękitny Błysk) – mgławica planetarna położona w gwiazdozbiorze Delfina. Została odkryta 16 września 1784 roku przez Williama Herschela.